# Wereldkampioenschappen schaatsen afstanden 2011 - 1000 meter mannen
De 1000 meter mannen op de wereldkampioenschappen schaatsen afstanden 2011 werd gehouden op vrijdag 11 maart 2011 in de Max Aicher Arena in Inzell, Duitsland.

## Statistieken

### Uitslag
| #      | Naam                      | Land | Tijd       |
| ------ | ------------------------- | ---- | ---------- |
| Goud   | Shani Davis               | USA  | 1.08,45 BR |
| Zilver | Kjeld Nuis                | NED  | 1.08,67    |
| Brons  | Stefan Groothuis          | NED  | 1.08,73    |
| 4      | Lee Kyou-hyuk             | KOR  | 1.08,91    |
| 5      | Denny Morrison            | CAN  | 1.08,92    |
| 6      | Simon Kuipers             | NED  | 1.09,21    |
| 7      | Pekka Koskela             | FIN  | 1.09,25    |
| 8      | Mo Tae-bum                | KOR  | 1.09,39    |
| 9      | Samuel Schwarz            | GER  | 1.09,64    |
| 10     | Philippe Riopel           | CAN  | 1.09,71    |
| 11     | Mikael Flygind-Larsen     | NOR  | 1.09,82    |
| 12     | Trevor Marsicano          | USA  | 1.09,90    |
| 13     | Jevgeni Lalenkov          | RUS  | 1.09,92    |
| 14     | Jamie Gregg               | CAN  | 1.09,93    |
| 15     | Espen Aarnes Hvammen      | NOR  | 1.09,96    |
| 16     | Denis Koezin              | KAZ  | 1.10,01    |
| 17     | Christoffer Fagerli Rukke | NOR  | 1.10,20    |
| 18     | Nico Ihle                 | GER  | 1.10,58    |
| 19     | Ermanno Ioriatti          | ITA  | 1.10,86    |
| 20     | Ryohei Haga               | JPN  | 1.11,26    |
| 21     | Daniel Greig              | AUS  | 1.11,55    |
| 22     | Matteo Anesi              | ITA  | 1.12,08    |
| —      | Dmitri Lobkov             | RUS  | DQ         |
| —      | Aleksej Jesin             | RUS  | DQ         |

### Loting
| Rit | Binnenbaan       | Buitenbaan                |
| --- | ---------------- | ------------------------- |
| 1   | Ermanno Ioriatti | Christoffer Fagerli Rukke |
| 2   | Ryohei Haga      | Espen Aarnes Hvammen      |
| 3   | Jevgeni Lalenkov | Daniel Greig              |
| 4   | Philippe Riopel  | Pekka Koskela             |
| 5   | Mo Tae-bum       | Kjeld Nuis                |
| 6   | Trevor Marsicano | Matteo Anesi              |
| 7   | Aleksej Jesin    | Jamie Gregg               |
| 8   | Dmitri Lobkov    | Denis Koezin              |
| 9   | Nico Ihle        | Samuel Schwarz            |
| 10  | Denny Morrison   | Mikael Flygind-Larsen     |
| 11  | Lee Kyou-hyuk    | Shani Davis               |
| 12  | Simon Kuipers    | Stefan Groothuis          |

1996 · 
1997 · 
1998 · 
1999 · 
2000 · 
2001 · 
2003 · 
2004 · 
2005 · 
2007 · 
2008 · 
2009 · 
2011 · 
2012 · 
2013 · 
2015 · 
2016 · 
2017 · 
2019 ·
2020 ·
2021 ·
2023 ·
2024 ·
2025